# Ranuli
Koordinaten: 42° 18′ 27,1″ N, 27° 47′ 32,4″ O

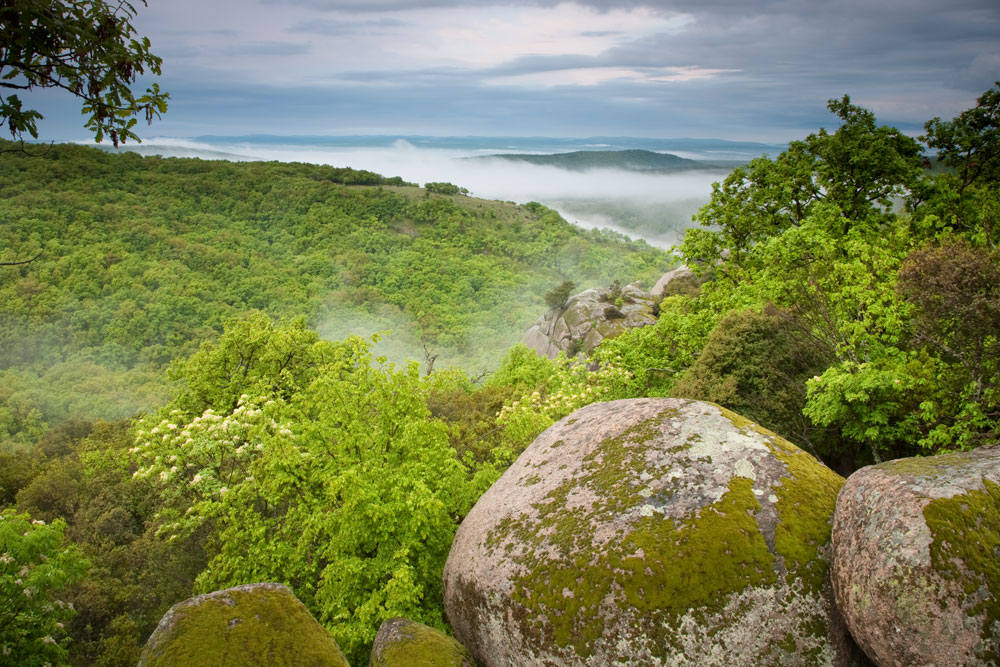
Blick zum Kap Maslen nos

Ranuli (bulgarisch Ранули) war eine antike Hafenstadt an der Mündung des Flusses Ropotamo im Schwarzen Meer. Die Reste der Festungsmauer sind auch als Steinformation Löwenkopf bekannt. Die Reste der Stadt befinden sich ca. 6 km nördlich von Primorsko, ca. 12 km südlich von Sosopol und ca. 50 km südlich von Burgas inmitten des Naturschutzkomplexes Ropotamo.
Die Hafenstadt wurde auf einem 100 m hohen Plateau der Hügelkette Meden rid errichtet. Der Meden rid ist Teil des Strandschagebirges, das in dieser Gegen in einer Halbinsel ausläuft (Nord-Süd-Ausdehnung: ca. 4 km; Ost-West-Ausdehnung ca. 3 km) und in das Schwarze Meer durch mehrere Kaps, darunter Maslen nos vorspringt. Die Reste der Stadtmauer folgen dem Relief des Plateaus und nehmen ein Areal von 30.000 m² ein.
Da sich Ranuli in einem Naturschutzgebiet befindet, sind archäologische Ausgrabungen verboten. Die oberirdischen Reste wurden in die späte Bronzezeit datiert und werden mit der mykenischen Kultur in Verbindung gebracht.
Der Ropotamo-Fluss umschließt das Plateau vom Norden und Westen und ist heute zwischen 60 und 80 Meter breit und bis zu 9 Meter tief. In der Nähe verlief die antike und mittelalterliche Straße Via Pontica.
Zwischen Ranuli und der Festung Maslen nos, die sich in unmittelbarer Nähe befand, wurde der religiöse Komplex Beglik Tasch in der späten Bronzezeit errichtet.
Der Ort ist seit 2012 Namensgeber für den Ranuli-Piedmont-Gletscher im Ellsworthland in der Antarktis.